# Funky Kingston
A Funky Kingston egy 1973-as album a jamaicai Toots & the Maytals reggae-zenekartól. Ez volt az első olyan album, melynek Chris Blackwell volt a producere. 2020-ban Minden idők 500 legjobb albuma listán 344. helyen szerepelt.

## Számok
1. "Sit Right Down" (Frederick Hibbert)
2. "Pomp And Pride" (Hibbert)
3. "Louie, Louie" (Richard Berry)
4. "I Can't Believe" (Ike Turner)
5. "Redemption Song" (Hibbert)
6. "Daddy's Home" (Hibbert)
7. "Funky Kingston" (Hibbert)
8. "It Was Written Down" (Hibbert)